# Sơn La (Provinz)
Sơn La ist eine Provinz von Vietnam. Sie liegt im Nordwesten des Landes in der Region Nordwesten. Die Provinz grenzt im Süden an Laos. Sơn La besitzt mit dem Nà Sản Flughafen einen eigenen Flughafen. Hauptstadt der Provinz ist Sơn La.

## Distrikte
Sơn La gliedert sich in zehn Distrikte:
- Quỳnh Nhai
- Mường La
- Thuận Châu
- Phù Yên
- Bắc Yên
- Mai Sơn
- Sông Mã
- Yên Châu
- Mộc Châu
- Sốp Cộp

Die Provinzhauptstadt Sơn La ist eine eigene Gemeinde.

## Bevölkerung
Gemäß der Volkszählung 2019 hatte Sơn La 1.248.415 Einwohner, davon waren 632.598 männlichen und 615.817 weiblichen Geschlechts. Es lebten 172.861 Personen (13,85 %) in Städten; die Landbevölkerung zählte 1.075.554 Personen. 395.975 (31,72 %) waren jünger als 15 Jahre, 58.824 (4,71 %) 65 Jahre und älter. 
Mit 669.265 Bewohnern (53,61 %) gehörte die Mehrheit der Bevölkerung der Thái-Nationalität an, 203.008 (16,26 %) waren ethnische Vietnamesen (Kinh), 200.480 (16,06 %) Hmong, 84.676 (6,78 %) Mường, 27.031 (2,17 %) Xinh Mun und 21.995 (1,76 %) Yao (Dao). Dabei lebten die Vietnamesen mehrheitlich in Städten (wo sie mit 114.943 der 172.861 Stadtbewohner auch die Mehrheit der Bevölkerung stellten), alle anderen Volksgruppen überwiegend auf dem Land.